# 나주 미천서원
나주 미천서원(羅州 眉泉書院)은 대한민국 전라남도 나주시 안창동에 있는 서원이다. 1977년 10월 20일 전라남도의 기념물 제29호로 지정되었다.

## 개요
조선 후기 문신인 허목(1595∼1682)의 학문과 덕행을 추모하기 위해 세운 서원이다.
허목은 여러 벼슬을 거쳐 이조참판과 우의정을 역임한 분으로 그림, 글씨, 문장에 모두 능하였는데 특히 전서에 뛰어났다. 숙종 5년(1679)에는 고향인 경기도 연천으로 돌아와 후진 교육에 전념하였다.
숙종 16년(1690)에 세운 이 서원은 숙종 19년(1693)에 나라에서 인정한 사액서원으로 '미천'이라는 이름을 받았다. 정조 23년(1799)에 조선 후기 무신인 채제공(1720∼1799)을 추가로 모시고 섬기던 중 흥선대원군의 서원철폐령으로 고종 5년(1868)에 폐쇄되었고, 고종 29년(1892) 지금 있는 자리에 새로 복원한 것이다.
경내 건물로는 사당과 강당 등 주요 건물 외에 목판이 보관된 장판각, 서원 관리인이 생활하던 고사가 있다. 사당인 영정각은 허목과 채제공의 위패를 모시고 있는 건물이다. 강당은 교육 장소 및 유림의 회합 장소로 가운데에는 마루를 두고 양 옆으로 온돌방을 배치하였다.
지금은 교육 기능은 없어지고 해마다 3월과 9월에 제사를 지내고 있다.

## 참고 자료
- 나주미천서원 - 국가유산청 국가유산포털